# Championnats du monde de boxe amateur 2009
Navigation
Édition précédente Édition suivante
Les 15e championnats du monde de boxe amateur masculins se sont déroulés du 1er au 12 septembre 2009 à Milan, Italie,, sous l'égide de l'AIBA (Association Internationale de Boxe Amateur).

## Résultats

### Podiums
| Catégories                  | Or                    | Argent                | Bronze                                |
| Poids mi-mouches (-48 kg)   | Pürevdorjiin Serdamba | David Ayrapetyan      | Li Jiazhao Shin Jong-Hun              |
| Poids mouches (-51 kg)      | McWilliams Arroyo     | Nyambayaryn Tögstsogt | Ronny Beblik Misha Aloyan             |
| Poids coqs (-54 kg)         | Detelin Dalakliev     | Eduard Abzalimov      | Yankiel Leon Alarcon John Joe Nevin   |
| Poids plumes (-57 kg)       | Vasyl Lomachenko      | Sergey Vodopyanov     | Oscar Valdez Bahodirjon Sultonov      |
| Poids légers (-60 kg)       | Domenico Valentino    | José Pedraza          | Koba Pkhakadze Albert Selimov         |
| Poids super-légers (-64 kg) | Roniel Iglesias       | Frankie Gomez         | Uranchimegiin Mönkh-Erdene Gyula Káté |
| Poids welters (-69 kg)      | Jack Culcay-Keth      | Andrey Zamkovoy       | Botirjon Mahmudov Serik Sapiyev       |
| Poids moyens (-75 kg)       | Abbos Atoev           | Andranik Hakobyan     | Vijender Kumar Alfonso Blanco         |
| Poids mi-lourds (-81 kg)    | Artur Beterbiyev      | Elshod Rasulov        | Jose Larduet Abdelkader Bouhenia      |
| Poids lourds (-91 kg)       | Egor Mekhontsev       | Osmay Acosta          | John M'Bumba Oleksandr Usyk           |
| Poids super-lourds (+91 kg) | Roberto Cammarelle    | Roman Kapitonenko     | Viktor Zuyev Zhang Zhilei             |

### Tableau des médailles
| Place | Pays              | Médaille d'or, monde | Médaille d'argent, monde | Médaille de bronze, monde | Total |
| ----- | ----------------- | -------------------- | ------------------------ | ------------------------- | ----- |
| 1     | Russie            | 2                    | 4                        | 2                         | 8     |
| 2     | Italie            | 2                    | 0                        | 0                         | 2     |
| 3     | Cuba              | 1                    | 1                        | 2                         | 4     |
| 3     | Ouzbékistan       | 1                    | 1                        | 2                         | 4     |
| 5     | Mongolie          | 1                    | 1                        | 1                         | 3     |
| 5     | Ukraine           | 1                    | 1                        | 1                         | 3     |
| 7     | Porto Rico        | 1                    | 1                        | 0                         | 2     |
| 8     | Allemagne         | 1                    | 0                        | 1                         | 1     |
| 9     | Bulgarie          | 1                    | 0                        | 0                         | 1     |
| 10    | Arménie           | 0                    | 1                        | 0                         | 1     |
| 10    | États-Unis        | 0                    | 1                        | 0                         | 1     |
| 12    | Chine             | 0                    | 0                        | 2                         | 2     |
| 12    | France            | 0                    | 0                        | 2                         | 2     |
| 14    | Biélorussie       | 0                    | 0                        | 1                         | 1     |
| 14    | Kazakhstan        | 0                    | 0                        | 1                         | 1     |
| 14    | Corée du Sud      | 0                    | 0                        | 1                         | 1     |
| 14    | Irlande           | 0                    | 0                        | 1                         | 1     |
| 14    | Géorgie           | 0                    | 0                        | 1                         | 1     |
| 14    | Inde              | 0                    | 0                        | 1                         | 1     |
| 14    | Mexique           | 0                    | 0                        | 1                         | 1     |
| 14    | Hongrie           | 0                    | 0                        | 1                         | 1     |
| 14    | Venezuela         | 0                    | 0                        | 1                         | 1     |
| Total | 22 pays médaillés | 11                   | 11                       | 22                        | 44    |